# Медичний представник
Медичний представник — це співробітник компанії виробника фармацевтичної продукції, представництва іноземного виробника в даній країні, чи маркетуючої компанії, яка має домовленості з виробником на просування тих чи інших позицій на території впливу.
Медичний представник — це по суті торговий представник, але не зовсім.
Серед спільних рис медичного і торгового представника будь-якого іншого сегменту FMCG можна назвати:
- Необхідність виконання плану продаж
- Регулярне здійснення індивідуальних торгових візитів
- Розширення клієнтської бази, залучення нових клієнтів
- Робота з торговими точками, розширення асортиментного ряду торгової точки
- Застосування в роботі принципів мерчандайзингу

Особливості, притаманні виключно роботі медичного представника:
- Медичні представники (за невеликим виключенням) мають медичну чи фармацевтичну освіту, що ставиться, як вимога при прийомі на роботу
- Медичний представник не займається поверненням дебіторської заборгованості, оскільки структура фармацевтичного ринку передбачає наявність посередників — дистриб'юторів, які самостійно здійснюють повний цикл логістики (доставка товару і повернення грошей)
- Медичний представник працює (шляхом поінформування, в ході презентації демонструючи переваги схеми лікування з використанням того чи іншого препарата) з особливими категоріями клієнтів: лікуючі лікарі (прескрайбери), які призначають фармацевтичні препарати в ході здійснення своєї діяльності — надавання населенню послуги в галузі охорони здоров'я
- Іншими особливими клієнтами медичного представника є Аптечні мережі. На відміну від мереж будь-яких інших торгових точок, вони досягають мегарозмірів (500 торгових точок і більше)
- Матеріальне забезпечення медичного представника(заробітна плата + соцпакет) є незрівнянно кращим, ніж торгового представника в будь-якому іншому сегменті FMCG

Кількість медичних представників невпинно зростає. На сьогоднішній день на кожного медичного представника припадає 29 клієнтів. Вважається, що ріст припиниться, якщо співвідношення досягне 20 клієнтів на одного медичного представника(це загальносвітовий показник і він вважається константою).
Майже 2/3 всіх співробітників фармацевтичних компаній(мається на увазі співробітники, які працюють в зовнішній службі) працюють «в полі».
Польову частину співробітників зовнішньої служби прийнято ще називати Sales Force (буквально — команда з продажу).
Розподіл структури Sales Forse виглядає наступним чином:

1. Медичні представники 74,9%
2. Старші медичні представники 5,4%
3. Фармпредставники 3,2%
4. Регіональні менеджери 11,2%
5. Менеджери по роботі з ключовими клієнтами (КАМ) (аптеними мережами) 4,3%
6. Регіональні координатори 1,0%

Медичний представник — найдорожчий маректинговий інструмент компанії і обходиться останній в середньому 35 тисяч доларів на рік. Таким чином гучний лозунг «Людина — найцінніший ресурс компанії» в цьому випадку можна розуміти буквально.
Причини і наслідки
В Україні можна спостерігати унікальну картину: медичними представниками працюють в 99 відсотках випадків люди з вищою медичною чи фармацевтичною освітою. Цьому причиною є ряд факторів:
- Непопулярна державна політика в галузі охорони здоров'я. Робочі місця стають непривабливі для профільних спеціалістів: низький(наднизький) рівень оплати праці, практична відсутність елементарного сучасного(діагностичного тощо) обладнання, радянські методи роботи(ігнорування норм трудового законодавства, бюрократія, неконкурентне середовище)
- Звичаєва корупція на всіх рівнях
- Низька повага до лікаря в країні

День медичного представника прийнято святкувати 1 серпня. Традиція започаткована (і вже перейнята рядом фамарцевтичних компаній) у 2012 році користувачами форуму http://medpred.co.ua/ [Архівовано 24 серпня 2013 у Wayback Machine.] - найбільшого, побудованого на засадах свободи слова і анонімності ресурсу, який об'єднує у вільному спілкуванні медичних представників України